# Edward Allen Sydenham
Edward Allen Sydenham (1873–1948) est un vicaire et numismate britannique, spécialisé dans les pièces de monnaie romaines. Il est président de la Royal Numismatic Society.

## Biographie
Sydenham est né à Reading, l'aîné de trois enfants. Âgé de 17 ans, il est l'élève du révérend Edward Ebenezer Crake, recteur de Jevington dans le Sussex. Il étudie au Merton College, puis au Wells Theological College.
Il est en poste à St Mary's, Oldham; ordonné diacre dans la cathédrale de Manchester (19 décembre 1897); puis à l'Église St Matthew, Nottingham (1905); l'Église du Christ, Ealing (1907); vicaire de Wolvercote, Oxford (1909); curé de la paroisse de West Molesey (1927). Il prend sa retraite en 1942.
Après sa retraite, la famille déménage à Ivy House, Cowes, île de Wight, où il s'intéresse à l'histoire et la numismatique. Il est conservateur adjoint au musée du Château de Carisbrooke. Il poursuit son ministère en apportant son aide à l'église St Mary de Cowes. Sydenham est enterré à Cowes.
Sydenham se marie deux fois. Il épouse Ada Lilian Stone le 21 novembre 1911, leur fils Eldred St Barbe est né en octobre 1912. Ada est décédée d'une péritonite, à l'âge de 20 ans, en 1914. Il épouse Althea Josephine ((connue sous le nom de Jo) Walker en juin 1919; leur fils Michael Wyndham est né en juin 1920.
Sydenham est également numismate et auteur d'ouvrages sur la monnaie républicaine romaine et impériale. Il est président de la Royal Numismatic Society de 1937 à 1942.
Il meurt au printemps 1948 et est enterré à Cowes.